# Neptis kheili
Neptis kheili är en fjärilsart som beskrevs av Moore 1899. Neptis kheili ingår i släktet Neptis och familjen praktfjärilar. Inga underarter finns listade i Catalogue of Life.